# Liber Maiolichinus
Il Liber Maiolichinus de gestis Pisanorum illustribus è una cronaca epica medievale in latino, scritta tra il 1117 e 1125, che racconta in dettaglio la spedizione militare guidata da italiani, catalani, sardi e occitani contro la taifa delle isole Baleari, in particolare Maiorca e Ibiza, del 1113-1115. Fu commissionata dalla città di Pisa e il suo autore, anonimo ma generalmente considerato Enrico Pisano, era probabilmente cappellano dell'arcivescovo cittadino. Il Liber (noto anche come Maiorichinus) contiene il più antico riferimento conosciuto al popolo dei "catalani" (Catalanenses) e alla Catalogna.

## Composizione dell'opera
L'opera consta di 3544 esametri ed è divisa in otto libri. 

### Libro I (447 versi)
Dopo un breve proemio in cui l'autore dichiara di voler narrare l'impresa invocando il sostegno di Cristo (versi 1-5), segue un'esposizione dell'antefatto in modo da chiarire la genesi dell'avvenimento: il tiranno delle isole Baleari costringe i Cristiani, resi prigionieri, a rinnegare la fede cristiana, suscitando lo sdegno di Pisa (versi 6-41). Vengono allora eletti dodici nobili cui si affidano la conduzione dell'impresa (versi 42-63). Nel frattempo il vescovo di Pisa si reca a Roma per ottenere l'approvazione del Papa per l'impresa. Si chiedono inoltre aiuti alla città di Genova, che però fa promesse dilatorie. A Pisa fervono i preparativi mentre giungono aiuti da Roma e Lucca (versi 64-158). Le navi salpano il giorno 6 agosto 1113 (giorno di San Sisto) (versi 159-209). Dopo due soste ai porti di Santa Reparata e Caput Album le navi toccano il suolo catalano. Viene stipulata un patto di alleanza con il conte di Barcellona (versi 210-334). La flotta raggiunge il porto di San Felice, ma iniziano i primi segni di malumori tra le file dell'esercito: in particolare i Lucchesi vorrebbero ritornare in patria (versi 335-447).

### Libro II (396 versi)
La flotta si accinge a ripartire (versi 1-67) mentre sopraggiungono altri rinforzi (versi 68-136). Preso il largo, i venti contrari costringono lo sbarco a Salou. Alcuni soldati vengono catturati dai Saraceni (versi 137-241). Si decide quindi di fare ritorno a Barcellona, ma una tormenta distrugge ben sessanta navi. Disperazione e sconforto; primi soccorsi; trenta navi vengono rimandate a Pisa (versi 242-277). I cavalieri trovano sistemazione in Catalogna e in Provenza (versi 278-396).

### Libro III (437 versi)
Il sovrano delle Baleari scrive una lettera in cui chiede un accordo con i Pisani, ma non riceve risposta (versi 1-121). Nel mese di marzo del 1114 le navi cristiane toccano le coste di Ibiza e quelle di Formentera. Le navi vengono divise in due gruppi e si procede all'attacco. I Saraceni subiscono gravi perdite (versi 122-208). In primavera due galere pisane giungono a Portopì dove ad attenderle vi è il sovrano delle Baleari. Scambio di messaggi. Ricongiungimento con le altre navi e approdo a Minorca; scontri con i soldati nemici. Per mancanza di vettovaglie e dopo aver perduto due galere l'esercito cristiano rientra in Catalogna (versi 209-292). Dall'Italia giungono altre ottanta navi. Viene dato inizio a una nuova spedizione verso Ibiza (versi 293-437). 

### Libro IV (363 versi)
Al calar della sera la flotta giunge a Ibiza. Senza indugio i soldati Pisani attaccano e si combatte strenuamente dinanzi alle mura; il giorno seguente con una macchina bellica si tenta di distruggere le torri nemiche (versi 1-54). L'assalto alle mura diviene ogni giorno più pressante (versi 55-95). Il 21 luglio (giorno di San Vittore) una torre crolla e i Cristiani si accalcano al varco. Sterminio degli infedeli (versi 96-151). Espugnata la prima cinta di mura, si passa alla seconda che viene presto debellata (versi 152-228). Il 10 agosto (giorno di San Lorenzo), a dodici mesi dall'inizio dell'impresa, avviene la resa: le mura rase al suolo e il bottino caricato sulle navi (versi 229-291). Dopo vari giorni si riprende il mare alla volta di Maiorca, dove approda poco tempo dopo (versi 292-363).

### Libro V (437 versi)
Gli eserciti nemici si fronteggiano. I Saraceni si dividono in due gruppi, l'uno punta ai campi, l'altro alla spiaggia (versi 1-38). Soldati Pisani e catalani non si scoraggiano e attaccano la porta orientale della città (versi 39-57). Si lotta corpo a corpo (versi 58-172). Non riuscendo a sostenere l'impeto dell'esercito cristiano i Saraceni si ritirano nelle mura, ma il sovrano li esorta a tornare in campo (versi 173-222). Altre strenue lotte corpo a corpo (versi 223-311). Un energico attacco sferrato dalle schiere pisane ricaccia i Saraceni all'interno delle mura: innumerevoli i morti (versi 312-370). Un secondo attacco pisano spinge l'esercito fin sotto le mura. Descrizione della città di Maiorca, suddivisa da distinte muraglie in tre parti. Considerazioni sulle forze saracene in campo (versi 371-437).

### Libro VI (400 versi)
Le navi vengono portate in secco e vengono apprestati idonei accampamenti (versi 1-52). I Pisani edificano due alte torri che vengono spinte fin sotto le mura con due testuggini. All'avvicinarsi delle torri alle mura, i Balearici erigono un'antenna retta da tre funi, dalla cui sommità un guerriero lancia sassi e dardi. Due funi vengono recise e il soldato è costretto ad abbandonare la sua postazione (versi 53-116). Prosegue l'attacco alle mura e si riesce finalmente ad aprire un varco; purtroppo però i Cristiani vengono respinti per ben due volte dai Saraceni (versi 117-230). Decimazioni tra le file cristiane per malattie. Altri scontri con gravi perdite sull'uno e l'altro fronte (versi 231-305). Le torri pisane vengono incendiate dagli infedeli durante la notte. Il giorno successivo l'esercito cristiano è radunato e vengono costruite altre due torri con il legno di alcune imbarcazioni (versi 306-400).

### Libro VII (559 versi)
Il sovrano balearico fa riparare le mura e chiede aiuto al Marocco che dà rassicurazioni con esultanza dei Saraceni (versi 1-108). Si decide di mandare venti navi veloci a Ibiza per un nuovo attacco contro i Saraceni (versi 109-192). I Cristiani subiscono perdite, ma anche la città di Maiorca è devastata in quanto iniziano a scarseggiare i viveri. Il re dell'isola chiede di venire ai patti (versi 193-304). L'accordo però non viene raggiunto (versi 305-392). Arriva il mese di dicembre e l'isola viene messa a ferro e fuoco (versi 393-456). Viene fatta strage di infedeli. Descrizione di scene dell'aldilà con personaggi mitologici (versi 457-559).

### Libro VIII (505 versi)
Giunge il Natale, i Saraceni sembrano avere la meglio dopo otto giorni di lotta (versi 1-69). Intanto a Pisa si prega per la riuscita dell'impresa. Il Papa esorta Italia e Gallia a pregare e digiunare. Il 2 febbraio 1115 i Cristiani incendiano due torri saracene e il giorno 5 dello stesso mese entrano in città, ma sono respinti indietro (versi 70-126). Il 6 febbraio alcuni cavalieri Pisani riescono nuovamente a penetrare in città (versi 127-226). Debellata la prima cinta muraria, i Saraceni impauriti cercano ancora un accordo, ma i Pisani non demordono. La seconda città viene conquistata e liberati moltissimi prigionieri cristiani (versi 227-321). I Saraceni superstiti su rifugiano nella cittadella che circonda la roccaforte del re, ma le mura della cittadella non reggono all'impeto dell'esercito cristiano (versi 322-410). Scene di panico, sterminio di infedeli, distruzioni e saccheggi. Si festeggia la Pasqua (18 aprile). Ritorno in patria (versi 411-505).